# Camille Leroy
Camille Leroy (Namen, 27 april 1892 - Cortil-Noirmont, 13 augustus 1952) was een Belgisch wielrenner. Leroy was beroepsrenner van 1919 tot 1928. Hij nam viermaal deel aan de Ronde van Frankrijk. Zijn beste uitslag behaalde hij in de Ronde van Frankrijk 1921, toen hij 8ste werd.

## Resultaten in voornaamste wedstrijden
| Jaar | Ronde van Italië | Ronde van Frankrijk | Ronde van Spanje |
| ---- | ---------------- | ------------------- | ---------------- |
| 1919 |                  |                     |                  |
| 1921 |                  | 8e                  |                  |
| 1922 |                  | opgave              |                  |
| 1923 |                  | opgave              |                  |
| 1924 |                  | opgave              |                  |
| 1925 |                  |                     |                  |

| Jaar | Ronde van Vlaanderen | Parijs-Roubaix | Luik-Bast.‑Luik | Parijs-Brussel |
| ---- | -------------------- | -------------- | --------------- | -------------- |
| 1919 |                      |                | 5e              |                |
| 1921 | 23e                  | 44e            | 27e             |                |
| 1922 | 6e                   |                |                 |                |
| 1923 | 19e                  | 37e            | 15e             | 8e             |
| 1924 |                      |                |                 |                |
| 1925 |                      |                |                 | 21e            |